# Marcus Tuscher
Carl Marcus Tuscher (døbt 1. juni 1705 i Nürnberg, død 6. januar 1751 i København) var en tysk universalkunstner: maler, arkitekt, medaljør, raderer og tegner. Han arbejdede i Tyskland, Italien, England og Danmark, hvor han blev kgl. hofmaler og en af Kunstakademiets første professorer. Det var formentlig Tuscher, der først fremkom med ideen om den ottekantede plads i Frederiksstaden, der i dag kendes som Amalienborg Slotsplads, og det var med sikkerhed ham, der foreslog, at pladsen skulle have et monument som midtpunkt. Hans forslag til 1) den ottekantede plads og 2) til facaderne er forsvundet, men i Naglers "Neues Allgemeines Künstler-Lexicon" bd. 19 omtales, at den Nürnbergske kunstner J.A.Schweickart har stukket de to tegninger i kobber efter Tuschers tegninger. Stilistisk forblev han tro mod den italienske barok og han kaldes også "Nordens Bernini".

## Uddannelse
Tuscher blev født i Nürnberg 1705 af fattige forældre. Moderen, Ursula Negelin, var enlig, mens faderen siges at have været possementmagersvend Ferdinand Tuscher, der gav ham sit navn. I sit 5. år blev han optaget i stadens opfostringshus (Findelhaus) og opdraget der. Da han røbede evner for kunst og tegning, betalte skolens kurator, Friherre Carl Benedict Geuder von Heroldsberg, allerede fra 1717 tegneundervisning for ham, og efter at han var udgået fra Findelhaus 13 år gammel, betalte samme Friherre for Tuschers optagelse i huset (læreplads, bolig m.v.) hos en maler, direktøren for Nürnbergs kunstakademi, Johan Daniel Preisler, der var fader til kobberstikkeren Johan Martin Preisler og dennes bror V.D. Preisler, som Tuscher senere kom til at møde i Danmark. Da læretiden var omme (1728), havde han gjort så store fremskridt og var så lovende en kunstner, at staden, på foranledning af Friherre Carl Benedict Geuder von Heroldsberg gav ham rejsestipendium til Rom, hvor han blev henvist til sin lærers tredje søn, Johan Justin Preisler, der levede som udøvende kunstner i Rom. Ved siden af malerkunsten lagde han sig nu tillige efter bygningskunsten og gjorde tegninger til flere kirker og paladser, samt efter medaljørfaget og den kunst at skære i ædelstene. Han udførte bl.a. en medalje til Berninis ære og skar to gange sit eget portræt fordybet i ædle stene. Heller ikke kobberstikkerkunsten forsømte han; navnlig i dens friere form, som radering, dyrkede han ivrigt, og han er af eftertiden bedst kendt som kunstner gennem sine raderinger. I Italien blev han påvirket af Pierleone Ghezzi, som han tegnede og raderede let karikerede portrætter af, af den franske billedhugger og tegner Edmé Bouchardon, samt af radereren, landskabsmaleren Marco Riccis, af maleren Giovanni Paolo Paninis og af arkitekten Filippo Juvaras arbejder.  Han opholdt sig i Italien fra 1728 til 1741. Her blev han påvirket af Pierleone Ghezzi, som han tegnede og raderede let karikerede portrætter af, af den franske billedhugger og tegner Edmé Bouchardon samt af radereren, landskabsmaleren Marco Riccis, af maleren Giovanni Paolo Paninis og af arkitekten Filippo Juvaras arbejder. Han blev medlem af Etruskisk Akademi (oprettet 1726) og hans projekter til kirkebygninger indbragte ham d. 26. august 1733 ridderdiplom (adlet) af kardinal Troiano Acquaviva d’Aragona ifølge fuldmagt fra Pave Clemens XII. Diplomet blev solgt ved auktionen over biskop Friederich Münters bibliotek 1831.
I Rom kom han i forbindelse med de æstetisk betonede kredse omkring kardinal Melchior de Polinac og antikvitetssamleren, baron Philipp von Stosch, hvis samling af udskårne ædelstene fra oldtiden han for en stor del aftegnede. Tuscher fik en ussel løn for arbejdet, men under sin lærde velynders vejledning fik han indsigt i videnskaberne og lærte de klassiske sprog. Tuschers arbejde på dette felt fik senere stor ros fra den antikbegejstrede Johann Joachim Winckelmann.
Da Stosch, der var engelsk spion, af politiske grund måtte flygte til Firenze, fulgte Tuscher med i 1734. Her levede han i flere år stadig beskæftiget hos Stosch. Samtidig fik han opgaver for det storhertugelige hof og udførte bl.a. et forslag til facaden på kirken S. Lorenzo, udarbejdede en fremstilling af hertug Franz III's indtog og en tegning til den monumentale æresport. Under et ophold i Livorno malede han portrætter af medlemmer af den derboende engelske koloni, samt tegnede den vistnok aldrig udførte, ejendommelige villa Jackson (1736). Andre af Tuschers projekter til bygninger blev opført i Cortona. Efter at have besøgt Napoli (173?) rejste han i 1741 over Frankrig og Holland til England, selvom han ved modtagelsen af sit stipendium egentlig havde forpligtet sig til at vende hjem til Nürnberg efter endt uddannelse.

## F.L. NordensVoyage d'Egypte et de Nubie
I London mødte han på ny den danske tegner og egyptensrejsende, kaptajn Frederik Ludvig Norden, som han var blevet ven med i Firenze. Samtidig blev han smidigt en del af den tyske koloni i den britiske hovedstad, hvor han blev medhjælper ved et tegneakademi, ledet af guldsmeden G.M. Moser. Han malede bl.a. et billede af instrumentmageren Burkhardt Tschudi med familie (1742, National Portrait Gallery, London). I London raderede han to af de fire store blade efter Nordens tegninger, der i London blev udgivet som et slags prøvehæfte af dennes rejsebeskrivelse, og inden Norden døde i Paris 1742, nævnte han indtrængende over for sine velgørere, greverne Danneskiold-Samsøe, at Tuscher var den eneste, som kunne ordne og udgive hans tegninger i overensstemmelse med hans intentioner. Tuscher blev derfor indbudt af kong Christian VI til København som kgl. hofmaler og bygmester med 800 Rdl. d. C. årlig løn, 10 Rdl. for hver tavle til Nordens værk og 50 Lstr. til sin udstyrelse samt fri overrejse med en dansk fregat. I november 1743 kom han til København ifølge med sine landsmænd Lorenz Spengler og den tyske ædelstenskærer Lorens Natter. Han fik lejlighed og atelier på Christiansborg Slot. Arbejdet med Nordens værk blev udført i hurtigt tempo, men Tuschers tidlige død medførte, at de sidste vignetter måtte udføres af Peter Cramer. 

## Virksomhed i Danmark
I Danmark var hans første værk en pragtfuld dekoration til Admiralitetets bygning i anledning af kronprinsesse Louises indtog. Senere malede han et stort portræt af Christian VI til hest, omgivet af allegoriske figurer (1748). Det var et plafondmaleri i en sal på Christiansborg og brændte med slottet 1794. De fleste af Tuschers øvrige malerier har lidt samme kranke skæbne. Der findes et portræt af Christian VI med familie (ca. 1744, Rosenborg) af Tuscher, men det usikkert, om Tuscher har udført det, eller om det er en kopi af den mindre talentfulde J.F. Gerhard. De væsentligste overlevende malerier af Tuscher er helfigursportrætterne af grev Johan Ludvig Holstein og hans brødre i riddersalen på Ledreborg.
Tuscher var en virksom deltager i eller snarere leder af det af Christian VI oprettede Kunstakademi, men han nåede ikke at opleve ikke dets fornyelse på Charlottenborg 1754. I København skrev han på italiensk et stort værk om bygningskunsten, hvilket i et håndskrevet eksemplar bevares i Danmarks Kunstbibliotek, og komponerede tegninger dels til et mindesmærke om bybranden i 1728, dels til en stort fontæne med Frederik V's rytterstatue til Amalienborg Plads (1750), som gav ideen til det ryttermonument på pladsen, der senere blev udført af J.-F.-J. Saly. Dette monument blev udført som en nu forsvundet model af Johann Christoph Petzold. Tuscher udførte også en grundplan til Amalienborg Plads, der formentlig har givet Nicolai Eigtved ideen til pladsen, som den blev udført ved opførelsen af de fire palæer. Monumentet viser Tuschers fortrolighed med den italienske barokkunst og har et udpræget slægtskab med Berninis fontæner og skulpturgrupper i Rom.
Bortset fra disse afgørende påvirkninger af Amalienborg-projektet fik Tuscher ingen betydning i Danmark som arkitekt. De danske hofbygmestre var veletablerede i deres stillinger og lå også internt i konkurrence om opgaverne. Samtidig gjorde Tuschers forkærlighed for den italienske barok ham gammeldags i sammenligning med de rokoko-impulser, som især Eigtved repræsenterede. Derimod var hans barokstil stadig gangbar inden for malerkunsten og de dekorative opgaver.
Nogle af hans malerier, som roses meget, var i Spenglers eje og solgtes ved dennes død i Holland; Statens Museum for Kunst ejer et større billede, Venus og Vulcan, der oprindelig har tilhørt Johann Salomon Wahl, og et kabinetsstykke, Sapfo og Cupido, som er udført 1748. Flere af hans store, omhyggelig udførte tegninger var i privat eje, men nu ejer Kobberstiksamlingen de fleste af hans tegninger og raderinger.

## Familie
Tuscher blev i København gift 15. maj 1747 med Sofie Wahl (ca. 1728 – 6. december 1798 i Aarhus), gift 2. med sognepræst i Saxild Christopher Frederik von Heye. Hun var datter af den nævnte maler Johann Salomon Wahl og Marie Sophie Davidsen.
I ægteskabet en datter Caroline Fredericia Tuscher (4.januar 1751 i København - 15. august 1809 i Aarhus) gift med sognepræst i Louns, Gislum herred Wolhart Voetmann (1732-1792). Efterslægt i Danmark.

## Vurdering
Det blev hovedsagelig som raderer, at Tuscher fik sin største indflydelse på dansk kunst, og det er især som kolorist med klare farver og velberegnet farvesammenstilling, at han viser sit værd. Hans hovedværk er derfor hans raderinger efter F.L. Nordens værk, både på grund af deres tal og den lethed og frihed, hvormed de er udført. Ikke uden grund er Tuscher blevet kaldt "Nordens Bernini", for hans urolige ånd søgte ligesom hin italienske kunstners at omfatte alle kunstarter, og det var i dennes svulmende og yppige stil, han helst komponerede sine udkast. Tuschers produktion viser ham som en virtuos, hvad enten det drejer sig om komposition, farve, perspektiv og håndværk – og uanset hvilket medium, han arbejder i. Mogens Bencard skriver i Weilbachs Kunstnerleksikon (1994), at Tuscher "antagelig [var] den mest alsidige, veluddannede og lærde kunstner, der nogensinde er kommet til Danmark." Der er sikkert flere grunde til, at hans talent ikke kom til større udfoldelse, og hans egen eklektiske og encyklopædiske tilgang til kunsten har nok været en af dem.
Marcus Tuscher døde efter længere tids sygdom i sin bedste manddomsalder den 6. januar 1751 og blev begravet på Vor Frelsers Kirkes nye Kirkegård.